# Igor Nikolajewitsch Chmelnow
Igor Nikolajewitsch Chmelnow (russisch Игорь Николаевич Хмельнов; * 31. Januar 1945 in Ulan-Ude; † 26. Juli 2023) war ein russischer Admiral und Chef des Hauptstabes der Russischen Seekriegsflotte. Von 1994 bis 1996 war er Kommandeur der russischen Pazifikflotte.

## Leben
Chmelnow begann schon im Alter von 14 Jahren als Lastenträger und später als Nieter zu arbeiten. Anschließend war er als Technologe und Konstrukteur in einem Flugzeugwerk tätig. Nach Abschluss einer Maschinenbauschule in Abendkursen begann er 1964 ein Studium an der Pazifischen Seeoffiziershochschule S.O. Makarow, die er 1969 absolvierte und daraufhin in der Nordflotte auf dem Zerstörer Otmenny als Navigationsoffizier diente. 1973 absolvierte Chmelnow Kommandeurskurse in Leningrad und wurde im Anschluss als Erster Offizier auf dem Zerstörer Okryljonny eingesetzt. Von 1976 bis 1979 kommandierte er die Zerstörer Gremjaschi und Gromki. 
Von 1979 bis 1981 studierte er an der Seekriegsakademie und wurde nach deren Abschluss Stabschef einer Raketenschiffsbrigade des Operativen Atlantikgeschwaders der Nordflotte. 1984 übernahm er das Kommando einer Zerstörerbrigade und wurde 1987 Stabschef des Operativen Geschwaders. Nach 20 Jahren Dienst in der Nordflotte wurde Chmelnow 1988 Kommandeur des Pazifischen Operativen Geschwaders der Pazifikflotte und zum Konteradmiral befördert. 1993 stand er im Rang eines Vizeadmirals, wurde zum 1. Stellvertreter des Kommandeurs und im folgenden Jahr selbst zum Kommandeur der Pazifikflotte bestimmt. In dieser Position arbeitete der nunmehr zum Admiral ernannte Chmelnow bis Februar 1996. Ab diesem Zeitpunkt leitete er den Hauptstab der Russischen Seekriegsflotte. 
1997 warf das russische Verteidigungsministerium vier hochrangigen Militärs, darunter Chmelnow, Amtsmissbrauch vor und beantragte bei Präsident Jelzin ihre Entlassung. Chmelnow war verdächtigt worden, unrechtmäßig für sich und seine Familie Wohnungen in Wladiwostok beschafft zu haben. Er wurde daraufhin 1997 von Admiral Kurojedow abgelöst und 1998 in den Ruhestand versetzt.
Chmelnow wohnte in Moskau. Er war 2012 Vorsitzender des Direktorenrates einer Bank und Vorsitzender des Koordinierungsrates in Sachen Veteranen der Seekriegsflotte.

## Auszeichnungen
- Orden des Roten Sterns
- Orden „Für militärische Verdienste“
- weitere Medaillen

## Werke
- I.N. Chmelnow: Российский флот. Доблесть и нищета. АСТ-Пресс, 2003, ISBN 5-462-00010-3, S. 712.
- I.N. Chmelnow: Российский флот. У бездны на краю. Уральский рабочий, 2008, ISBN 5-85383-411-8, S. 512.